# Solomon Amatu
Solomon Amanchukwu Amatu (ur. 17 grudnia 1950 w Ukpo) – nigeryjski duchowny katolicki, biskup diecezji Okigwe od 2006.

## Życiorys
Święcenia kapłańskie przyjął 7 października 1978. 

### Episkopat
22 grudnia 2000 roku został mianowany przez papieża Jana Pawła II biskupem pomocniczym diecezji Awka ze stolicą tytularną Sabrata. Sakrę przyjął 28 kwietnia 2001 z rąk ówczesnego nuncjusza apostolskiego w Nigerii, arcybiskupa Osvaldo Padilli.
28 maja 2005 Benedykt XVI mianował go biskupem koadiutorem diecezji Okigwe. Urząd biskupa diecezjalnego objął 22 kwietnia 2006 po rezygnacji biskupa Anthony'ego Ekezia Ilonu.